# Agassiziella angulipennis
Agassiziella angulipennis là một loài bướm đêm trong họ Crambidae.